# Alegeri prezidențiale în Statele Unite ale Americii, 2020
Alegerile prezidențiale în Statele Unite ale Americii din 2020 au avut loc marți, 3 noiembrie 2020 și au fost a 59-a alegere prezidențială din istoria Statelor Unite (SUA). Fiind niște alegeri „indirecte”, alegătorii au fost chemați să aleagă delegații care la 14 decembrie 2020 se vor întruni în Colegiul Electoral pentru a depune votul partidului propriu pentru a alege noul președinte și vicepreședintele acestuia. Dacă Colegiul Electoral nu are ca rezultat o majoritate absolută de cel puțin 270 de voturi în favoarea unui candidat (cvorumul necesar alegerilor), noul președinte va fi numit de Camera Reprezentanților după un vot cu majoritate între cei trei candidați care au primit cele mai multe voturi la alegerile din 3 noiembrie. Vicepreședintele va fi numit în schimb de Senat, alegându-l între cei doi candidați la care au primit cele mai multe voturi în Colegiul Electoral. O coaliție de state au semnat un acord că vor desemna automat electorii câștigătorului votului popular la nivel federal; acordul va intra în vigoare când va fi ratificat de un număr suficient de state încât ele să dețină majoritatea absolută din Colegiul Electoral al SUA; pe 4 noiembrie 2020 coaliția mai avea nevoie de 74 electori pentru ca acordul să intre în vigoare.
Înainte de alegerile prezidențiale propriu-zise, au avut loc o serie de caucus-uri și alegeri primare, cu scopul de a identifica candidatul fiecărui partid pentru alegeri. Această fază preliminară a avut loc în prima jumătate al anului 2020. Această procedură de nominalizare este, de asemenea, o alegere indirectă, în care membrii fiecărui partid numesc delegații, care sunt apoi chemați să-și aleagă candidatul partidului la convenția acestuia (convention) care formalizează desemnarea candidatului la președinție și a candidatului la vicepreședinție (ticket - biletul).
Al 45-lea și actual președinte Donald Trump a anunțat că va candida pentru un al doilea mandat din partea Partidului Republican. În urma acestei candidaturi, liderii partidului din mai multe state au anunțat că nu se vor ține alegeri primare și caucus-uri pe teritoriul lor, într-o demonstrație de susținere a candidaturii lui Trump. Partidul Democrat a primit inițial 27 de nominalizări, cel mai mare număr vreodată înregistrat pentru un proces de nominalizare al unui candidat la președinție din istoria alegerilor prezidențiale moderne din SUA. La sfârșitul procesului alegerilor primare, partidul l-a declarat pe Joe Biden candidat oficial la Casa Albă. Apoi acesta a indicat-o pe senatoarea californiană Kamala Harris la funcția de vicepreședinție.
În urma alegerilor, Președintele ales al Statelor Unite ale Americii (SUA) a fost democratul Joe Biden, care a câștigat alegerile atât în ceea ce privește votul electoral cât și cel popular la o distanță mare față de contracandidatul acestuia republican, Donald Trump. Trump n-a vrut să recunoască victoria lui Biden și a depus contestații legale privind rezultatele alegerilor.
De la alegerile din 1992, a fost prima dată când președintele în funcție nu a reușit să câștige al doilea mandat. Alegerile au înregistrat cea mai mare participare la vot din anul 1900, iar atât Biden, cât și Trump, au depășit recordul lui Barack Obama de 69.5 milioane de alegători din 2008. Cu peste 80 de milioane de voturi, Biden este cel mai votat candidat din istoria Statelor Unite.

## Context

### Procedura
Articolul 2 din Constituția Statelor Unite ale Americii prevede că o persoană care dorește să candideze la funcția de președinte trebuie să fie cetățean american la naștere, să aibă cel puțin 35 de ani și să aibă reședința pe solul SUA de cel puțin 14 ani. De obicei, candidatul încearcă să obțină nominalizarea de la unul dintre partidele politice prin procedura alegerilor primare, în care fiecare partid ajunge la desemnarea propriului candidat. În majoritatea cazurilor, alegerile primare sunt alegeri indirecte: membrii fiecărui partid aleg o serie de „delegați”, care vor merge apoi la convenția partidului lor unde își vor alege oficial candidatul la președinție și vicepreședinție, chiar dacă acesta din urmă este deseori ales direct de candidatul la președinție. Alegerile prezidențiale din noiembrie sunt și ele indirecte: alegătorii numesc niște delegați care se vor întâlni ulterior în colegiul electoral și vor alege direct președintele și vicepreședintele.
La 25 august 2018, Comitetul Național Democratic (DNC - Democratic National Committee) a limitat sever influența așa-numiților „super-delegați”, adică acei delegați numiți automat la convenția Partidului Democrat și, prin urmare, liberi să-și aleagă candidatul preferat (spre deosebire de așa-zișii pledged delegates), sau acei delegați care au fost numiți în timpul procesului primar și care, de fapt, „promit” să voteze la convenție pentru un anumit candidat. Începând cu această rundă electorală, super-delegații la convenția democratică (care reprezintă aproximativ 15% din numărul total al delegaților la convenție) n-au putut vota în primul tur.
În ceea ce privește Partidul Republican, Trump a câștigat alegerile primare cu un procent de 93.99% față de Bill Weld.
La 26 august 2019, statul Maine a aprobat un regulament care permite, atât pentru alegerile primare, cât și pentru cele generale, sistemul de vot alternativ (RCV): un sistem în care alegătorul (în cazul în care există mai mult de doi candidați) are posibilitatea de a indica o ordine de preferință între candidați. La 6 septembrie 2019, guvernatoarea Janet Mills a permis ca proiectul să devină lege fără semnătura ei, ceea ce a întârziat intrarea în vigoare până după primarele democratice din martie 2020. Totuși legea este valabilă și, prin urmare, Maine va fi probabil primul stat care va aplica sistemul votul alternativ pentru alegerile prezidențiale. Aplicarea acestui sistem (pe care Maine și Nebraska îl folosesc de câțiva ani pentru alegerile reprezentanților la Congres) ar putea complica operațiunile de vot și interpretarea votului popular. Prin urmare, în iunie, Partidul Republican din Maine a depus niște semnături pentru un referendum de veto pentru a cere alegătorilor dacă doresc abrogarea legii și să excludă utilizarea RCV-ului pentru alegerile din 2020. Matthew Dunlap, secretarul de stat din Maine, a respins o serie de semnături care nu fuseseră colectate de către un alegător înregistrat conform prevederilor Constituției din Maine, ceea ce a dus la faptul că numărul semnăturilor a fost insuficient pentru referendumul de veto. Decizia lui Dunlap a fost pusă la provocare de Curtea Superioară din Maine care s-a pronunțat în favoarea Partidului Republican din Maine, dar cazul a fost atacat de Curtea Supremă Judiciară din Maine. La 8 septembrie, Curtea a emis suspendarea hotărârii Curții Superioare în așteptarea recursului pe fond, provocând confuzie și incertitudine cu privire la alegerile din 2020. Cu toate acestea, buletinele de vot au început să fie tipărite mai târziu în acea zi, fără referendumul de veto și incluzând RCV-ul pentru alegerile prezidențiale, iar Curtea a decis în favoarea secretarului de stat din 22 septembrie, permițând utilizarea RCV-ului. Un apel de urgență către Curtea Supremă a SUA care pretindea o încălcare a Primului Amendament a fost respinsă de judecătorul Stephen Breyer pe 6 octombrie. Implementarea RCV-ului ar putea întârzia proiecția câștigătorului voturilor din Maine de câteva zile după ziua alegerilor și va complica, de asemenea, interpretarea votului popular național.
Al 22-lea Amendament din Constituția Statelor Unite ale Americii nu le permite celor care au deținut două mandate să se candideze din nou la președinție. Prin urmare, în afară de Donald Trump, fostul președinte Jimmy Carter este singurul cetățean care a ocupat funcția ce ar fi putut candida la re-alegere, deoarece a fost președinte pentru un singur mandat. Cu toate acestea, Carter a declarat de mai multe ori că nu vrea să se candideze din nou.

### Trend demografic
Se așteaptă ca categoria de vârstă 18-45 de ani să reprezinte puțin sub 40% din alegătorii eligibili ai Statelor Unite în 2020. De asemenea, se așteaptă ca mai mult de 30% din americanii alegători eligibili nu vor fi albi.
Un raport bipartizan indică faptul că schimbările pe plan demografic ale alegătorilor de la alegerile din 2016 ar putea avea un impact asupra rezultatelor alegerilor din 2020. Se așteaptă ca afro-americanii, hispanicii, asiaticii și alte minorități etnice, precum și „albii cu diplomă universitară” să își mărească procentul de alegători până în 2020, în timp ce „albii fără studii universitare” vor scădea. Populația de alegători hispanici a crescut probabil cu aproximativ 600.000 de la alegerile din 2016. A crescut și Generația Z, adică cei născuți după 1996, și se vor dubla până la 10% din alegătorii eligibili. Este posibil ca Trump să câștige Colegiul Electoral, pierzând totuși votul popular, posibil cu o marjă chiar mai mare decât în 2016.
Participarea tinerilor la alegerile prezidențiale din 2016 a fost extrem de scăzută, iar în timpul primarelor democratice marea majoritate a tinerilor alegători au votat pentru Bernie Sanders. Dimpotrivă, sondajele sugerează că participarea tinerilor la alegerile din 2020 comparativ cu cele din 2016 a fost mult mai mare.

### Alegeri simultane
Alegerile prezidențiale au avut loc simultan cu alegerile pentru Senat și Camera Reprezentanților. S-au ținut și alegerile guvernamentale și legislative în mai multe state. După alegeri, Camera Reprezentanților a redistribuit locurile între cele 50 de state pe baza rezultatelor recensământului SUA din 2020, iar statele au efectuat o „re-trasare” a granițelor districtelor legislative (redistricting) ale Congresului și ale statelor. În majoritatea statelor, guvernatorul și legislativul acestuia conduc redistricting-ul (deși unele state au comisii speciale pentru acest scop).

## Candidați

### Partidul Republican
| Partidul Republican       | Partidul Republican       |
| ------------------------- | ------------------------- |
|                           |                           |
| Președinte                | Vicepreședinte            |
| Donald Trump              | Mike Pence                |
| În funcție (2017-prezent) | În funcție (2017-prezent) |
| Logo-ul                   |                           |

Donald Trump și-a oficializat oficial re-nominalizarea. Campania sa electorală pentru realegere a avut startul cu victoria sa anterioară în 2016, determinând unii comentatori să susțină că tactica electorală a lui Trump, unde acesta s-a văzut angajat în mod continuu în demonstrații politice, poate fi descrisă ca una de "campanie electorală nesfârșită". La 20 ianuarie 2017, Trump a depus oficial documentația necesară pentru candidatura sa în conformitate cu prevederile Legii Privind Campania Electorală Federală (Federal Election Campaign Act).
Cu toate acestea, din august 2017, numeroase articole de presă au susținut existența unei filiale interne în cadrul Partidului Republican pentru a împiedica realegerea lui Trump, în special din partea establishment-ului mai moderat a partidului. Senatorul din Arizona, John McCain, a spus că „republicanii văd punctele slabe ale președintelui lor”. Susan Collins (senatoare din Maine), Rand Paul (senator din Kentucky) și Chris Christie (fost guvernator al statului New Jersey) au cu toții exprimat îndoieli cu privire la faptul că Donald Trump ar putea obține nominalizarea Partidului Republican. Alte comentarii negative despre re-nominalizarea sa au venit de la senatorul Jeff Flake și expertul în strategie politică Roger Stone. Cu toate acestea, la 25 ianuarie 2019, Comitetul Național Republican (RNC) și-a exprimat sprijinul pentru Trump, deși într-o formă neoficială.
Bill Weld, fostul guvernator al Massachusetts-ului, a fost primul adversar oficial al lui Donald Trump ce și-a prezentat candidatura, pe 15 aprilie 2019. Bill Weld (care la alegerile prezidențiale din 2016 a fost candidatul la vicepreședinție pentru Partidul Libertarian) a fost văzut ca un adversar slab datorită pozițiilor sale destul de libertare pe diferite subiecte, precum dreptul la avort, căsătoria homosexuală și legalizarea consumului de marijuana. Apoi Joe Walsh, un fost deputat al Camerei Reprezentanților din Illinois, și-a prezentat oficial candidatura la 25 august 2019, afirmând: „Voi face tot ce pot. Nu vreau să câștige Trump. Țara nu își poate permite asta. Dacă nu voi reuși, n-o să-l votez". Fostul guvernator și membru al congresului din Carolina de Sud, Mark Sanford, și-a prezentat, de asemenea, candidatura oficială la 8 septembrie 2019, doar pentru a o retrage la 12 noiembrie.

### Partidul Democrat
| Partidul Democrat               | Partidul Democrat                               |
| ------------------------------- | ----------------------------------------------- |
|                                 |                                                 |
| Președinte                      | Vicepreședinte                                  |
| Joe Biden                       | Kamala Harris                                   |
| Fost vicepreședinte (2009-2017) | Senatoare din partea Californiei (2017-prezent) |
| Logo-ul                         |                                                 |

Candidatul Partidului Democrat rămas în cursă este Joe Biden, fost senator pentru statul Delaware (1973-2009) și fost vicepreședinte al Statelor Unite (2009-2017). La 6 iunie 2020, Biden a atins cota de 1.991 delegați, devenind candidatul oficial al Partidului Democrat pentru Casa Albă.
În august 2018, Comitetul Național Democrat a votat pentru a împiedica super-delegaților să voteze în primul tur de scrutin al procesului de nominalizare, începând cu alegerile din 2020. Acest lucru impune ca un candidat să câștige majoritatea delegaților promiși de alegerile primare asortate pentru a câștiga nominalizarea Partidului. Ultima dată când acest lucru nu s-a întâmplat a fost cu numirea lui Adlai Stevenson la Convenția Națională Democrată din 1952. Între timp, șase state au ales să folosească votul alternativ în alegerile primare: Alaska, Hawaii, Kansas și Wyoming pentru toți alegătorii; Iowa și Nevada pentru votul de la distanță.
După înfrângerea lui Hillary Clinton la alegerile anterioare, Partidul Democrat a fost văzut în mare parte ca fiind fără lider și fracturat între aripa centristă lui Clinton și aripa lui Bernie Sanders mai progresistă a partidului, făcând ecou diviziunii ridicate la alegerile primare din 2016. În 2018, mai multe districte ale Camerei pe care democrații sperau să le câștige din majoritatea republicană au organizat alegeri primare controversate. Aceste ciocniri au fost descrise de Elena Schneider de la Politico ca fiind un „război civil democratic”. Între timp, a existat o deplasare generală spre stânga în ceea ce privește școlarizarea, sistemul medical și imigrația în rândul democraților din Senat.
Alegerile primare ale Partidului au avut 29 de candidați, batând recordul pentru cel mai mare număr de candidați din sistemul primar prezidențial modern stabilit anterior în cursul primarelor Partidului Republican din 2016, cu 17 candidați. Mai multe femei candidate s-au înscris la cursă, sporind probabilitatea ca democrații să nominalizeze o femeie pentru a doua oară la rând.
Cu caucus-urile din Iowa din 3 februarie 2020, numărul de oponenți a scăzut la 11. Pete Buttigieg l-a învins pe Bernie Sanders în Iowa, apoi Sanders l-a învins pe Buttigieg în primarele din 11 februarie în New Hampshire. După retragerea lui Michael Bennet, Deval Patrick și Andrew Yang, Sanders a câștigat caucus-urile din Nevada pe 22 februarie. Joe Biden a câștigat apoi primarele din Carolina de Sud, forțându-i pe Buttigieg, Amy Klobuchar și Tom Steyer să renunțe la campaniile lor (după acea Buttigieg și Klobuchar l-au susținut imediat pe Biden). După Super Tuesday, 3 martie, Michael Bloomberg și Elizabeth Warren au renunțat la cursă, lăsând trei candidați: Biden și Sanders, principalii concurenți, și Tulsi Gabbard, care a rămas în cursă în ciuda șanselor sale aproape insurmontabile. Gabbard a renunțat apoi și l-a susținut pe Biden după alegerile din 17 martie ținute în Arizona, Florida și Illinois. La 8 aprilie 2020, Sanders se retrage din cursă, după ce a fost convins să facă asta de fostul președinte Barack Obama, lăsându-l pe Biden ca singurul candidat major rămas. Biden a obținut apoi susținerea oficială din partea lui Obama, Sanders și Warren. Până la 5 iunie 2020, Biden a câștigat oficial destui delegați pentru a-și asigura numirea la Convenția Democratică și a continuat să colaboreze cu Sanders pentru a dezvolta un grup de lucru politic comun.
La 11 august 2020, fostul vicepreședinte Joe Biden a anunțat-o în mod surprinzător pe Kamala Harris, fostă senatoare democrată și procuror general pentru California, la candidatura pentru vicepreședinție. Harris este a doua persoană cu ascendență ne-albă care va fi vicepreședinte (după Charles Curtis, vicepreședintele lui Herbert Hoover), prima femeie, prima afro-americană și asiatică-americană vicepreședinte al Statelor Unite. Ea este și a treia femeie în cursa pentru vicepreședinte după Geraldine Ferraro în 1984 și Sarah Palin în 2008. Este prima persoană care reprezintă Statele Unite de Vest care apare pe biletul prezidențial al Partidului Democrat.

### Partidul Libertarian
| Partidul Libertarian             | Partidul Libertarian       |
| -------------------------------- | -------------------------- |
|                                  |                            |
| Președinte                       | Vicepreședinte             |
| Jo Jorgensen                     | Spike Cohen                |
| Profesoară la Clemson University | Podcaster și om de afaceri |
| Logo-ul                          |                            |

Candidata Partidului Libertarian este Jo Jorgensen (1957-) , profesoară de psihologie la Clemson University și nominalizată deja pentru vicepreședinte din partea libertariană în 1996. Jorgensen este singura femeie candidată la președinție în 2020 cu acces la cel puțin 270 de voturi electorale,  și a primit sprijinul candidatului la președinție libertarian pentru alegerile din 2012 și 2016, Gary Johnson, și fostului membru libertarian al Congresului Justin Amash.
Jorgensen a fost aleasă pe 23 mai 2020 ca candidată al partidului, după 4 alegeri, în ciuda faptului că candidatul Jacob Hornberger a câștigat mai multe primare și a primit mai multe voturi.

### Partidul Verde
| Partidul Verde                 | Partidul Verde                       |
| ------------------------------ | ------------------------------------ |
|                                |                                      |
| Președinte                     | Vicepreședinte                       |
| Howie Hawkins                  | Angela Walker                        |
| Cofondator al Partidului Verde | Directoare legislativă ATU Local 998 |
| Logo-ul                        |                                      |

Howie Hawkins a devenit candidatul prezumtiv al Partidului Verde la 21 iunie 2020 și a fost nominalizat oficial de partid la 11 iulie 2020. Hawkins a fost, de asemenea, nominalizat de Partidul Socialist SUA, Solidarity, Socialist Alternative și Legal Marijuana Now Party.

## Sondaje
|  | Graficele sunt indisponibile din cauza unor probleme tehnice. Mai multe informații se găsesc la Phabricator și la wiki-ul MediaWiki. |

| Sursă                                                                                         | Dată                    | Eșantion    | Marjă de eroare | Donald Trump Republican | Joe Biden Democrat | Jo Jorgensen Libertarian | Howie Hawkins Verde | Alții | Nu răspund | Nehotărâți | Avantaj |
| --------------------------------------------------------------------------------------------- | ----------------------- | ----------- | --------------- | ----------------------- | ------------------ | ------------------------ | ------------------- | ----- | ---------- | ---------- | ------- |
| AtlasIntel Arhivat în 22 noiembrie 2020, la Wayback Machine.                                  | Oct 26–28               | 1,726 (LV)  | ± 2%            | 46%                     | 51%                | –                        | –                   | 1%    | 1%         | 1%         | 5%      |
| Pulse Opinion Research/Rasmussen Reports                                                      | Oct 26–28               | 1,500 (LV)  | ± 2.5%          | 47%                     | 48%                | –                        | –                   | 3%    | –          | 2%         | 1%      |
| JL Partners/The Independent                                                                   | Oct 26–28               | 844 (LV)    | –               | 41%                     | 55%                | –                        | –                   | –     | –          | –          | 14%     |
| YouGov/Economist                                                                              | Oct 25–27               | 1,365 (LV)  | –               | 43%                     | 54%                | –                        | –                   | 2%    | 0%         | 2%         | 11%     |
| Global Marketing Research/FPU/Boston Herald Arhivat în 27 noiembrie 2020, la Wayback Machine. | Oct 23–27               | 1,006 (LV)  | ± 3%            | 39%                     | 53%                | –                        | –                   | 6%    | –          | 4%         | 14%     |
| Ipsos/Reuters                                                                                 | Oct 23–27               | 825 (LV)    | ± 3.9%          | 42%                     | 52%                | –                        | –                   | 5%    | 0%         | 2%         | 10%     |
| Suffolk University/USA Today                                                                  | Oct 23–27               | 1,000 (LV)  | ± 3.1%          | 43%                     | 50%                | 1%                       | 1%                  | 2%    | 0%         | 4%         | 7%      |
| Suffolk University/USA Today                                                                  | Oct 23–27               | 1,000 (LV)  | ± 3.1%          | 44%                     | 52%                | –                        | –                   | 2%    | –          | 2%         | 8%      |
| Redfield & Wilton Strategies                                                                  | Oct 25–26               | 4,790 (LV)  | –               | 41%                     | 51%                | 1%                       | 1%                  | 1%    | –          | 5%         | 10%     |
| Emerson College                                                                               | Oct 25–26               | 1,121 (LV)  | ± 2.8%          | 47%                     | 51%                | –                        | –                   | 2%    | –          | –          | 4%      |
| Morning Consult                                                                               | Oct 24–26               | 12,000 (LV) | ± 1%            | 43%                     | 52%                | –                        | –                   | 2%    | –          | 3%         | 9%      |
| Winston Group (R) Arhivat în 23 decembrie 2020, la Wayback Machine.                           | Oct 23–26               | 1,000 (RV)  | –               | 43%                     | 48%                | –                        | –                   | –     | –          | 9%         | 5%      |
| CNN/SSRS Arhivat în 22 decembrie 2020, la Wayback Machine.                                    | Oct 23–26               | 886 (LV)    | ± 3.8%          | 42%                     | 54%                | –                        | –                   | 1%    | 1%         | 2%         | 12%     |
| Qriously/Brandwatch                                                                           | Oct 22–26               | 2,234 (LV)  | ± 2.8%          | 39%                     | 49%                | 3%                       | 1%                  | –     | 4%         | 4%         | 10%     |
| IBD/TIPP                                                                                      | Oct 22–26               | 970 (LV)    | ± 3.2%          | 46%                     | 51%                | 1%                       | 1%                  | 0%    | –          | 0%         | 5%      |
| IBD/TIPP                                                                                      | Oct 22–26               | 970 (LV)    | ± 3.2%          | 46%                     | 50%                | –                        | –                   | –     | –          | –          | 4%      |
| Cometrends/University of Dallas                                                               | Oct 13–26               | 2,500 (A)   | ± 2%            | 44%                     | 56%                | –                        | –                   | –     | –          | –          | 12%     |
| Lucid/Tufts University                                                                        | Oct 25                  | 837 (LV)    | –               | 45%                     | 52%                | –                        | –                   | –     | –          | –          | 7%      |
| Léger Arhivat în 28 noiembrie 2020, la Wayback Machine.                                       | Oct 23–25               | 834 (LV)    | ± 3.1%          | 41%                     | 49%                | 4%                       | 1%                  | 1%    | –          | 5%         | 8%      |
| YouGov/Yahoo News                                                                             | Oct 23–25               | 1,350 (LV)  | –               | 42%                     | 54%                | –                        | –                   | 2%    | 0%         | 2%         | 12%     |
| Pulse Opinion Research/Rasmussen Reports                                                      | Oct 21–22, Oct 25       | 1,500 (LV)  | ± 2.5%          | 48%                     | 47%                | –                        | –                   | 3%    | –          | 2%         | 1%      |
| Change Research/Crooked Media                                                                 | Oct 23–24               | 1,125 (LV)  | ± 3%            | 43%                     | 51%                | 1%                       | 1%                  | 1%    | 0%         | 2%         | 9%      |
| RMG Research/Just the News                                                                    | Oct 23–24               | 1,842 (LV)  | ± 2.8%          | 44%                     | 51%                | 1%                       | 0%                  | 1%    | –          | 2%         | 7%      |
| RMG Research/Just the News                                                                    | Oct 23–24               | 1,842 (LV)  | ± 2.8%          | 43%                     | 53%                | 1%                       | 0%                  | 1%    | –          | 2%         | 10%     |
| RMG Research/Just the News                                                                    | Oct 23–24               | 1,842 (LV)  | ± 2.8%          | 46%                     | 50%                | 1%                       | 0%                  | 1%    | –          | 2%         | 4%      |
| CNBC/Hart Research/Public Opinion Strategies                                                  | Oct 21–24               | 800 (RV)    | ± 3.5%          | 40%                     | 51%                | –                        | –                   | –     | –          | –          | 11%     |
| Morning Consult                                                                               | Oct 21–23               | 12,000 (LV) | ± 1%            | 43%                     | 52%                | –                        | –                   | 2%    | –          | 3%         | 9%      |
| Spry Strategies/Women's Liberation Front                                                      | Oct 20–23               | 3,500 (LV)  | ± 3.1%          | 46%                     | 48%                | –                        | –                   | 2%    | –          | 4%         | 2%      |
| Ipsos/Reuters                                                                                 | Oct 20–22               | 935 (LV)    | –               | 43%                     | 51%                | –                        | –                   | 4%    | –          | 2%         | 8%      |
| IBD/TIPP                                                                                      | Oct 17–21               | 965 (LV)    | ± 3.2%          | 45%                     | 50%                | 3%                       | 1%                  | 0%    | –          | 1%         | 5%      |
| IBD/TIPP                                                                                      | Oct 17–21               | 965 (LV)    | ± 3.2%          | 46%                     | 50%                | –                        | –                   | –     | –          | –          | 4%      |
| Rethink Priorities Arhivat în 22 decembrie 2020, la Wayback Machine.                          | Oct 20                  | 4,933 (LV)  | ± 2%            | 42%                     | 51%                | –                        | –                   | 4%    | –          | 4%         | 9%      |
| Data for Progress                                                                             | Oct 20                  | 811 (LV)    | –               | 44%                     | 54%                | –                        | –                   | 2%    | –          | –          | 10%     |
| YouGov/Economist                                                                              | Oct 18–20               | 1,344 (LV)  | –               | 43%                     | 52%                | –                        | –                   | 2%    | 0%         | 4%         | 9%      |
| Morning Consult                                                                               | Oct 18–20               | 15,821 (LV) | ± 1%            | 43%                     | 52%                | –                        | –                   | 2%    | –          | 3%         | 9%      |
| Echelon Insights                                                                              | Oct 16–20               | 1,006 (LV)  | –               | 44%                     | 50%                | 1%                       | 1%                  | 0%    | –          | 3%         | 6%      |
| Echelon Insights                                                                              | Oct 16–20               | 1,006 (LV)  | –               | 44%                     | 51%                | –                        | –                   | –     | –          | 5%         | 7%      |
| Ipsos/Reuters                                                                                 | Oct 16–20               | 949 (LV)    | ± 3.6%          | 42%                     | 51%                | –                        | –                   | 4%    | –          | 3%         | 9%      |
| Pulse Opinion Research/Rasmussen Reports                                                      | Oct 14–15, Oct 18–20    | 2,500 (LV)  | ± 2%            | 46%                     | 49%                | –                        | –                   | 2%    | –          | 2%         | 3%      |
| SurveyUSA/Cheddar                                                                             | Oct 16–19               | 1,136 (LV)  | ± 3.2%          | 43%                     | 53%                | –                        | –                   | 2%    | –          | 3%         | 10%     |
| Quinnipiac University                                                                         | Oct 16–19               | 1,426 (LV)  | ± 2.6%          | 41%                     | 51%                | –                        | –                   | 2%    | –          | 4%         | 10%     |
| GSG/GBAO                                                                                      | Oct 15–19               | 1,000 (RV)  | ± 3.1%          | 43%                     | 53%                | –                        | –                   | –     | 1%         | 3%         | 10%     |
| Qriously/Brandwatch                                                                           | Oct 15–19               | 2,731 (LV)  | ± 2.6%          | 40%                     | 51%                | 1%                       | 0%                  | –     | 3%         | 5%         | 11%     |
| GBAO/Omidyar Network                                                                          | Oct 15–19               | 1,150 (RV)  | –               | 40%                     | 53%                | –                        | –                   | 3%    | 1%         | 4%         | 13%     |
| USC Dornsife                                                                                  | Oct 6–19                | 5,488 (LV)  | –               | 41%                     | 54%                | –                        | –                   | –     | –          | –          | 13%     |
| USC Dornsife                                                                                  | Oct 6–19                | 5,488 (LV)  | –               | 42%                     | 54%                | –                        | –                   | –     | –          | –          | 12%     |
| Change Research/CNBC                                                                          | Oct 17–18               | 2,711 (LV)  | ± 1.9%          | 42%                     | 52%                | –                        | –                   | –     | –          | –          | 10%     |
| Redfield & Wilton Strategies                                                                  | Oct 17–18               | 2,915 (LV)  | –               | 40%                     | 51%                | 1%                       | 1%                  | 1%    | –          | 6%         | 11%     |
| Research Co.                                                                                  | Oct 16–18               | 1,035 (LV)  | ± 3.0%          | 42%                     | 50%                | 1%                       | 1%                  | 7%    | –          | –          | 8%      |
| Léger Arhivat în 28 noiembrie 2020, la Wayback Machine.                                       | Oct 16–18               | 821 (LV)    | ± 3.1%          | 41%                     | 50%                | 2%                       | 2%                  | 1%    | 0%         | 5%         | 9%      |
| YouGov/Yahoo News                                                                             | Oct 16–18               | 1,583 (LV)  | ± 4%            | 40%                     | 51%                | –                        | –                   | 3%    | 0%         | 5%         | 11%     |
| Siena College/NYT Upshot                                                                      | Oct 15–18               | 987 (LV)    | ± 3.4%          | 41%                     | 50%                | 2%                       | 0%                  | 1%    | 0%         | 6%         | 9%      |
| Morning Consult                                                                               | Oct 15–17               | 12,000 (LV) | ± 1%            | 43%                     | 52%                | –                        | –                   | 2%    | –          | 3%         | 9%      |
| RMG Research/Just the News                                                                    | Oct 15–17               | 1,265 (LV)  | ± 2.8%          | 43%                     | 51%                | 2%                       | 1%                  | 1%    | –          | 2%         | 8%      |
| IBD/TIPP                                                                                      | Oct 12–16               | 1,009 (LV)  | ± 3.2%          | 43%                     | 50%                | 2%                       | 1%                  | 1%    | –          | 1%         | 7%      |
| IBD/TIPP                                                                                      | Oct 12–16               | 1,009 (LV)  | ± 3.2%          | 43%                     | 50%                | –                        | –                   | –     | –          | –          | 7%      |
| HarrisX/The Hill                                                                              | Oct 13–15               | 1,897 (RV)  | ± 2.25%         | 42%                     | 46%                | –                        | –                   | 3%    | 3%         | 6%         | 4%      |
| Ipsos/Reuters                                                                                 | Oct 13–15               | 920 (LV)    | –               | 41%                     | 51%                | –                        | –                   | 4%    | 0%         | 4%         | 10%     |
| Morning Consult                                                                               | Oct 12–14               | 15,499 (LV) | ± 1%            | 43%                     | 52%                | –                        | –                   | 2%    | –          | 4%         | 9%      |
| JL Partners/The Independent                                                                   | Oct 13                  | 844 (LV)    | –               | 42%                     | 52%                | –                        | –                   | –     | –          | –          | 10%     |
| YouGov/Economist                                                                              | Oct 11–13               | 1,333 (LV)  | –               | 42%                     | 52%                | –                        | –                   | 1%    | 0%         | 4%         | 10%     |
| HarrisX/The Hill                                                                              | Oct 10–13               | 2,855 (RV)  | ± 1.83%         | 40%                     | 47%                | –                        | –                   | 3%    | 3%         | 7%         | 7%      |
| Ipsos/Reuters Arhivat în 24 ianuarie 2021, la Wayback Machine.                                | Oct 9–13                | 882 (LV)    | ± 3.8%          | 41%                     | 51%                | –                        | –                   | 4%    | –          | 4%         | 10%     |
| Marist College/NPR/PBS                                                                        | Oct 8–13                | 896 (LV)    | ± 3.8%          | 43%                     | 54%                | –                        | –                   | 1%    | –          | 2%         | 11%     |
| Whitman Insight Strategies Arhivat în 22 octombrie 2020, la Wayback Machine.                  | Oct 8–13                | 1,103 (LV)  | ± 2.9%          | 42%                     | 54%                | –                        | –                   | 1%    | –          | 3%         | 12%     |
| Pulse Opinion Research/Rasmussen Reports                                                      | Oct 7–8, Oct 11–13      | 2,500 (LV)  | ± 2%            | 45%                     | 50%                | –                        | –                   | 2%    | –          | 3%         | 5%      |
| Public Religion Research Institute                                                            | Oct 9–12                | 752 (LV)    | –               | 38%                     | 56%                | –                        | –                   | –     | –          | –          | 18%     |
| Public Religion Research Institute                                                            | Oct 9–12                | 591 (LV)    | –               | 40%                     | 54%                | –                        | –                   | –     | –          | –          | 14%     |
| NBC/WSJ                                                                                       | Oct 9–12                | 1,000 (RV)  | ± 3.1%          | 42%                     | 53%                | –                        | –                   | 3%    | –          | 2%         | 11%     |
| AP-NORC                                                                                       | Oct 8–12                | 1,121 (A)   | ± 4%            | 36%                     | 51%                | –                        | –                   | 7%    | 6%         | 0%         | 15%     |
| GSG/GBAO                                                                                      | Oct 8–12                | 1,003 (RV)  | ± 3.1%          | 43%                     | 53%                | –                        | –                   | –     | 1%         | 3%         | 10%     |
| Qriously/Brandwatch                                                                           | Oct 8–12                | 2,053 (LV)  | ± 2.8%          | 38%                     | 52%                | 1%                       | 1%                  | –     | 3%         | 6%         | 14%     |
| Opinium/The Guardian                                                                          | Oct 8–12                | 1,398 (LV)  | –               | 40%                     | 57%                | –                        | –                   | 1%    | –          | 2%         | 17%     |
| Kaiser Family Foundation                                                                      | Oct 7–12                | 1,015 (LV)  | ± 3%            | 38%                     | 49%                | –                        | –                   | 5%    | –          | 8%         | 11%     |
| Public First                                                                                  | Oct 6–12                | 2,004 (A)   | –               | 34%                     | 47%                | –                        | –                   | 3%    | 8%         | 8%         | 13%     |
| YouGov/UMass Lowell                                                                           | Oct 5–12                | 819 (LV)    | ± 4.3%          | 43%                     | 53%                | 1%                       | 1%                  | 0%    | –          | 3%         | 10%     |
| Morning Consult                                                                               | Oct 9–11                | 16,056 (LV) | ± 1%            | 43%                     | 51%                | –                        | –                   | 2%    | –          | 4%         | 8%      |
| YouGov/Yahoo News                                                                             | Oct 9–11                | 1,366 (LV)  | –               | 43%                     | 51%                | –                        | –                   | 2%    | 0%         | 4%         | 8%      |
| Léger Arhivat în 15 octombrie 2020, la Wayback Machine.                                       | Oct 9–11                | 841 (LV)    | ± 3.1%          | 39%                     | 50%                | 3%                       | 1%                  | 1%    | 1%         | 6%         | 11%     |
| IBD/TIPP                                                                                      | Oct 7–11                | 851 (LV)    | ± 3.5%          | 43%                     | 52%                | 2%                       | 1%                  | 0%    | –          | 0%         | 9%      |
| IBD/TIPP                                                                                      | Oct 7–11                | 851 (LV)    | ± 3.5%          | 42%                     | 53%                | –                        | –                   | –     | –          | –          | 11%     |
| Redfield & Wilton Strategies                                                                  | Oct 10                  | 1,679 (LV)  | –               | 41%                     | 49%                | 1%                       | 1%                  | 1%    | –          | 7%         | 8%      |
| RMG Research/Just the News                                                                    | Oct 8–10                | 1,240 (LV)  | ± 2.8%          | 43%                     | 51%                | 2%                       | 1%                  | 0%    | –          | 2%         | 8%      |
| RMG Research/Just the News                                                                    | Oct 8–10                | 1,240 (LV)  | ± 2.8%          | 41%                     | 53%                | 2%                       | 1%                  | 0%    | –          | 2%         | 12%     |
| RMG Research/Just the News                                                                    | Oct 8–10                | 1,240 (LV)  | ± 2.8%          | 45%                     | 50%                | 2%                       | 1%                  | 0%    | –          | 2%         | 5%      |
| Morning Consult                                                                               | Oct 7–9                 | 12,000 (LV) | ± 1%            | 43%                     | 51%                | –                        | –                   | 2%    | –          | 4%         | 8%      |
| ABC/Washington Post                                                                           | Oct 6–9                 | 752 (LV)    | ± 4%            | 42%                     | 54%                | 2%                       | 1%                  | 0%    | 0%         | 2%         | 12%     |
| ABC/Washington Post                                                                           | Oct 6–9                 | 752 (LV)    | ± 4%            | 43%                     | 55%                | –                        | –                   | 0%    | 1%         | 1%         | 12%     |
| Ipsos/Reuters                                                                                 | Oct 6–8                 | 882 (LV)    | –               | 41%                     | 53%                | –                        | –                   | 2%    | 0%         | 3%         | 12%     |
| Public Opinion Strategies/Conservative Energy Network                                         | Oct 5–8                 | 1,000 (LV)  | –               | 41%                     | 55%                | –                        | –                   | –     | –          | 4%         | 14%     |
| Edison Research                                                                               | Sep 25 – Oct 8          | 1,378 (RV)  | –               | 35%                     | 48%                | –                        | –                   | –     | –          | –          | 13%     |
| Ipsos/Reuters                                                                                 | Sep 22 – Oct 8          | 2,004 (A)   | ± 3.5%          | 39%                     | 46%                | –                        | –                   | 5%    | 5%         | 5%         | 7%      |
| Data For Progress                                                                             | Oct 6                   | 863 (LV)    | –               | 41%                     | 56%                | –                        | –                   | 3%    | –          | –          | 15%     |
| Morning Consult                                                                               | Oct 4–6                 | 12,000 (LV) | ± 1%            | 43%                     | 51%                | –                        | –                   | 2%    | –          | 4%         | 8%      |
| YouGov/Economist                                                                              | Oct 4–6                 | 1,364 (LV)  | –               | 42%                     | 51%                | –                        | –                   | 2%    | 0%         | 5%         | 9%      |
| HarrisX/The Hill                                                                              | Oct 3–6                 | 2,841 (RV)  | ± 1.84%         | 40%                     | 45%                | –                        | –                   | 3%    | 4%         | 7%         | 5%      |
| Fox News                                                                                      | Oct 3–6                 | 1,012 (LV)  | ± 3%            | 43%                     | 53%                | –                        | –                   | 1%    | –          | 3%         | 10%     |
| Ipsos/Reuters Arhivat în 7 octombrie 2020, la Wayback Machine.                                | Oct 2–6                 | 882 (LV)    | ± 3.8%          | 40%                     | 52%                | 1%                       | 1%                  | 3%    | –          | 3%         | 12%     |
| Ipsos/Reuters Arhivat în 7 octombrie 2020, la Wayback Machine.                                | Oct 2–6                 | 882 (LV)    | ± 3.8%          | 40%                     | 52%                | –                        | –                   | 4%    | –          | 4%         | 12%     |
| Pulse Opinion Research/Rasmussen Reports                                                      | Sep 30 – Oct 1, Oct 4–6 | 2,500 (LV)  | ± 2%            | 40%                     | 52%                | –                        | –                   | 4%    | –          | 4%         | 12%     |
| Innovative Research Group                                                                     | Sep 29 – Oct 6          | 2,435 (RV)  | –               | 42%                     | 47%                | –                        | –                   | 1%    | 2%         | 9%         | 5%      |
| GSG/GBAO                                                                                      | Oct 2–5                 | 1,011 (RV)  | ± 3.1%          | 44%                     | 52%                | –                        | –                   | –     | 1%         | 4%         | 8%      |
| Pew Research                                                                                  | Sep 30 – Oct 5          | 11,929 (RV) | ± 1.5%          | 42%                     | 52%                | 4%                       | 1%                  | 1%    | –          | 0%         | 10%     |
| USC Dornsife                                                                                  | Sep 22 – Oct 5          | 4,914 (LV)  | –               | 42%                     | 54%                | –                        | –                   | –     | –          | –          | 12%     |
| USC Dornsife                                                                                  | Sep 22 – Oct 5          | 4,914 (LV)  | –               | 42%                     | 53%                | –                        | –                   | –     | –          | –          | 11%     |
| Redfield & Wilton Strategies                                                                  | Oct 3–4                 | 2,127 (LV)  | –               | 42%                     | 50%                | 1%                       | 1%                  | 1%    | –          | 6%         | 8%      |
| Léger Arhivat în 19 noiembrie 2020, la Wayback Machine.                                       | Oct 2–4                 | 843 (LV)    | ± 3.1%          | 40%                     | 49%                | 2%                       | 1%                  | 1%    | 1%         | 6%         | 9%      |
| Change Research/CNBC                                                                          | Oct 2–4                 | 2,167 (LV)  | ± 2.11%         | 42%                     | 52%                | 3%                       | 1%                  | –     | 1%         | 2%         | 10%     |
| Qriously/Brandwatch                                                                           | Oct 1–4                 | 2,048 (LV)  | ± 2.7%          | 38%                     | 51%                | 1%                       | 0%                  | –     | 3%         | 6%         | 13%     |
| SurveyUSA                                                                                     | Oct 1–4                 | 1,114 (LV)  | ± 3.6%          | 43%                     | 53%                | –                        | –                   | 2%    | –          | 3%         | 10%     |
| CNN/SSRS                                                                                      | Oct 1–4                 | 1,001 (LV)  | ± 3.6%          | 41%                     | 57%                | –                        | –                   | 1%    | 0%         | 1%         | 16%     |
| Global Marketing Research/FPU/Boston Herald                                                   | Sep 30 – Oct 4          | 1,003 (LV)  | ± 3.1%          | 37%                     | 51%                | –                        | –                   | 3%    | –          | 8%         | 14%     |
| NBC/WSJ                                                                                       | Oct 2–3                 | 800 (RV)    | ± 3.46%         | 39%                     | 53%                | –                        | –                   | 2%    | –          | 6%         | 14%     |
| Ipsos/Reuters                                                                                 | Oct 2–3                 | 596 (LV)    | ± 5%            | 41%                     | 51%                | –                        | –                   | 4%    | –          | 4%         | 10%     |
| YouGov/Yahoo News                                                                             | Oct 2–3                 | 1,088 (LV)  | –               | 43%                     | 51%                | –                        | –                   | 2%    | 0%         | 5%         | 8%      |
| RMG Research/Just the News                                                                    | Oct 1–3                 | 763 (LV)    | ± 3.5%          | 43%                     | 51%                | 1%                       | 1%                  | 1%    | –          | 3%         | 8%      |
| RMG Research/Just the News                                                                    | Oct 1–3                 | 763 (LV)    | ± 3.5%          | 41%                     | 53%                | 1%                       | 1%                  | 1%    | –          | 3%         | 12%     |
| RMG Research/Just the News                                                                    | Oct 1–3                 | 763 (LV)    | ± 3.5%          | 45%                     | 49%                | 1%                       | 1%                  | 1%    | –          | 3%         | 4%      |
| Morning Consult                                                                               | Oct 1–3                 | 12,000 (LV) | ± 1%            | 43%                     | 52%                | –                        | –                   | 2%    | –          | 4%         | 9%      |
| Zogby Strategies/EMI Research                                                                 | Oct 2                   | 1,002 (LV)  | ± 3.2%          | 45%                     | 47%                | 2%                       | 2%                  | –     | –          | 4%         | 2%      |
| Zogby Strategies/EMI Research                                                                 | Oct 2                   | 1,002 (LV)  | ± 3.2%          | 47%                     | 49%                | –                        | –                   | –     | –          | 4%         | 2%      |
| YouGov/Yahoo News                                                                             | Oct 1–2                 | 1,345 (LV)  | –               | 40%                     | 48%                | –                        | –                   | 3%    | 0%         | 8%         | 8%      |
| St. Leo University Arhivat în 30 noiembrie 2020, la Wayback Machine.                          | Sep 27 – Oct 2          | 947 (LV)    | ± 3%            | 38%                     | 52%                | –                        | –                   | –     | –          | 6%         | 14%     |
| HarrisX/The Hill Arhivat în 10 decembrie 2020, la Wayback Machine.                            | Sep 30 – Oct 1          | 928 (RV)    | ± 3.2%          | 40%                     | 47%                | –                        | –                   | 3%    | 3%         | 7%         | 7%      |
| Data for Progress                                                                             | Sep 30 – Oct 1          | 1,146 (LV)  | ± 2.9%          | 41%                     | 51%                | –                        | –                   | –     | –          | 8%         | 10%     |
| IBD/TIPP                                                                                      | Sep 30 – Oct 1          | 1,021 (LV)  | ± 3.5%          | 46%                     | 49%                | –                        | –                   | 1.5%  | –          | 4%         | 3%      |
| SurveyMonkey/Long Island University                                                           | Sep 30 – Oct 1          | 1,502 (A)   | ± 3.5%          | 31%                     | 48%                | –                        | –                   | 7%    | 5%         | 9%         | 17%     |
| Ipsos/Reuters                                                                                 | Sep 29 – Oct 1          | 882 (LV)    | ± 3.8%          | 41%                     | 50%                | –                        | –                   | 4%    | –          | 5%         | 9%      |

## Rezultate parțiale
În dimineața zilei de 4 noiembrie 2020 nu fusese declarat un câștigător, deoarece nu fuseseră numărate voturile prin corespondență în anumite state. Comentatorii apreciază că Trump are neapărat nevoie să câștige în Pennsylvania, în timp ce lui Biden îi sunt suficiente victoriile în Michigan și Wisconsin (ambele). De asemenea, este nesigur cine a câștigat în Georgia, în caz că Biden câștigă în Georgia va fi suficient să câștige în unul dintre statele de mai sus. Trump a acuzat de fraudarea alegerilor și că va contesta numărătoarea voturilor la Curtea Supremă. Trump s-a autodeclarat câștigător și a afirmat că democrații vor să-i fure victoria, lucru pentru care va demara proceduri juridice, lucru referitor la care Chris Christie (republican, a fost guvernator al statului New Jersey și consilier al lui Trump) a declarat că e de o legalitate îndoielnică iar Ben Shapiro, cunoscut comentator conservator, a afirmat că este iresponsabil. Ambele partide (republican și democrat) consideră că voturile prin corespondență sunt favorabile lui Biden.
La ora 11 AM, ora României, Biden câștigase 238 electori, iar Trump 213. Trump conduce în Carolina de Nord, Georgia și Alaska. Biden conduce în Nevada și Maine. Pennsylvania, Michigan și Wisconsin sunt nedecise. Conform postului TV Fox News, Trump conducea în Pennsylvania și Michigan, iar Biden în Wisconsin, dar victoriile electorale vor fi la limită în aceste state. Conform acestui post TV, America rurală a votat pentru Trump, iar America urbană și din suburbii pentru Biden; votul timpuriu și prin corespondență a fost câștigat de Biden, iar votul din ziua de 3 noiembrie de Trump (cu excepția unor state ca New York și California). Fox News a raportat că pentru a câștiga Trump are nevoie de Wisconsin sau de Michigan (sau, eventual, de Nevada, ceea ce e foarte improbabil).
Conform Fox News, citând Departamentul de Stat din Pennsylvania, 1,1 milioane de voturi prin corespondență fuseseră numărate până la ora 13, ora României, dar acestea reprezintă mai puțin de jumătate dintre voturile prin corespondență. Directorul echipei de analiști electorali ai Fox News a zis ca în Nevada, Michigan și Wisconsin ar vrea să fie în locul lui Biden mai degrabă decât al lui Trump. Iar în Georgia și Carolina de Nord ar vrea să fie în locul lui Trump mai degrabă decât în locul lui Biden. Iar cu privire la Pennsylvania este nedecis. Tot el a conchis că dacă Biden câștigă Nevada, Michigan și Wisconsin va deveni președintele SUA.
Conform postului de televiziune olandez NOS, Biden conduce acum în Nevada, Michigan și Wisconsin. Fox News a reprodus afirmațiile campaniei lui Biden, conform cărora Biden se așteaptă că va fi declarat câștigător în cele trei state pe 5 noiembrie. Conform postului TV, campania lui Trump încearcă să conteste juridic victoria lui Biden din Arizona. De asemenea, campania lui Trump a amenințat cu acțiuni juridice contra statului Pennsylvania.
Secretarul de stat al Michiganului a afirmat într-o conferință de presă că va publica rezultatele cel târziu vineri 6 noiembrie.
Pe 5 noiembrie, 8:30 AM ora României Biden câștigase în Wisconsin și Michigan, acumulând 264 electori. El mai are nevoie de 6 electori din Nevada pentru a fi declarat viitorul președinte al SUA.
Conform CNN și Politico, Biden așteaptă doar să fie declarat câștigător în Arizona și Nevada, în acest caz obținând victoria. Conform NOS Journaal din 5 noiembrie, 8:30 CET, numărătoarea din Nevada va mai dura, dar se așteaptă rapid rezultatele din Arizona și Georgia; dacă Biden câștigă în ambele, nu mai contează alte rezultate.
Conform CNN la ora 12 ora României, următoarele state erau încă nedecise: Alaska, Arizona, Georgia, Nevada, Carolina de Nord și Pennsylvania. Pe această socoteală Biden are cert 253 electori. Pennsylvania are 20 electori, deci doar prin a câștiga în acest stat Biden obține 273 electori; în acest caz orice cerere de a număra din nou voturile din alt stat devine inutilă. Biden are doar nevoie să câștige în Pennsylvania sau orice combinație de două state, exceptând statul Alaska. Consensul ambelor părți este că Trump va câștiga în Alaska și Carolina de Nord.
Conform jurnalului CNN de la ora 13 ora României, numărătoarea voturilor avansează în favoarea lui Biden în fiecare stat nedecis, cu excepția statului Arizona. Conform CNN, a număra din nou voturile va schimba rezultatele, dar nu într-atât încât să schimbe câștigătorul alegerilor. Un invitat al CNN a declarat că a număra din nou voturile schimbă rezultatul din fiecare stat cu câteva sute de voturi, dar nu mii sau zeci de mii de voturi. Acesta este motivul pentru care Hillary Clinton a recunoscut pierderea alegerilor mai degrabă decât să le conteste juridic.
Campania lui Trump a inițiat niște procese în statul Pennsylvania; procurorul general al statului, Josh Shapiro a descris plângerea drept „un document care e mai mult politic decât juridic”.
Conform CNN, întrebarea nu este dacă Biden va conduce în rezultatele electorale din Pennsylvania, ci când (ziua și ora). Senatorul democrat de Pennsylvania Bob Casey, Jr. a declarat pentru CNN că se așteaptă ca Biden să câștige în acest stat, la o diferență de cel puțin o sută de mii de voturi.
La ora 16 EET mai rămăseseră de numărat circa 50 mii de voturi în Georgia; secretarul de stat al Georgiei va oferi lămuriri la 17:30 EET. Apelul lui Trump de a opri numărătoarea voturilor legal exprimate a fost calificat de CNN drept „nedemocratic, neconstituțional și nu i se va da curs”. Autoritățile electorale din Pennsylvania au căzut de acord să numere în mod separat voturile primite prin poștă după 3 noiembrie, 17:00 ora locală. Curtea Supremă a Pennsylvaniei va decide în plen dacă aceste voturi contează.
Secretarul de stat al Georgiei a declarat că au mai rămas de numărat 61367 voturi. Biden va trebui să câștige două treimi dintre ele pentru a câștiga în Georgia, ceea ce nu e deloc nerealist. În Nevada diferența era sub 8000 voturi în favoarea lui Biden; ulterior diferența a crescut la ceva sub 12000 voturi. În Arizona diferența era de peste 68000 voturi în favoarea lui Biden.
De asemenea, Biden va trebui să câștige ceva sub două treimi din voturile ramase de numărat pentru a câștiga în Pennsylvania. Acest lucru nu este deloc nerealist, deoarece aceste voturi provin din zone urbane sau suburbii (care favorizează democrații) și sunt voturi poștale (care iar favorizează democrații). Ca estimare realistă procentajul pro-Biden din voturile poștale dintr-un ținut întrece procentajul pro-Biden din voturile numărate până acum în acel ținut.
Nevada va număra voturile poștale valid exprimate primite până pe 10 noiembrie, 17:00 ora locală; numărătoarea voturilor din acest stat se va opri în ziua de 12 noiembrie. În acest stat rămăseseră de numărat circa 149 mii de voturi; Biden are nevoie să câștige între 44% și 46% dintre ele pentru a câștiga în acest stat, iar rata la care câștigă voturile numărate recent este de 54%.
În Pennsylvania mai rămăseseră de numărat circa 550 mii de voturi; secretarul de stat al Pennsylvaniei estima că majoritatea lor vor fi numărate pe 5 noiembrie, ora locală. CNN susține că cifra corectă la ora 21 EET este de 370 mii de voturi de numărat, în momentul în care Trump conduce în acest stat cu circa 109 mii de voturi. Senatorul Casey susține că cifra de peste 369 mii de voturi nu include voturile provizorii, din 30 de diviziuni ale Philadelphiei și voturile legal exprimate primite prin poștă după 3 noiembrie până vineri 17:00 ora locală. Biden are nevoie să câștige între 64% și 66% dintre ele pentru a câștiga în acest stat, iar rata la care câștigă voturile numărate recent este de 75%. Doar din ținutul Philadelphia se așteaptă ca Biden să reducă avantajul lui Trump cu cel puțin 50 mii de voturi. La ora 23 EET Trump conducea în acest stat cu doar 97 mii de voturi. Pe 6 noiembrie, ora 0 EET Trump conducea cu sub 91 mii de voturi; rămăseseră de numărat cel puțin 326 mii de voturi. Rata de câștigare de către Biden a voturilor numărate pe 5 noiembrie EET a fost peste 78%; dacă obține 70% din restul voturilor de numărat, el va câștiga în acest stat cu un avantaj de 40 mii de voturi. În cursul orei 0 EET, vineri, avantajul lui Trump s-a redus la circa 78 mii de voturi. În cursul orei 1 EET avantajul era sub 76 mii de voturi, conform jurnalului CNN. Înainte de ora 4 EET Trump avea un avantaj sub 51 mii de voturi, conform jurnalului CNN. După ora 4:10 EET Trump avea un avantaj sub 49 mii de voturi. La ora 4:40 EET avantajul lui era de 42142 voturi. La 5:30 EET avea avantajul de 36572 voturi. La 5:45 EET avea 26319. La 6:30 EET avea 24484. La 7:00 EET avea 22576. La 8:30 EET avea 18229. CNN a comentat după 8:35 EET că dacă acest fenomen continuă Biden va câștiga alegerile din acest stat la diferență de zeci de mii de voturi, asigurându-și 273 electori. La 9:00 EET rămăseseră circa 160 mii de voturi de numărat, suficiente ca Biden să câștige, conform CNN. Conform CNN după ora 13 EET, doar cele 55 mii de voturi încă nenumărate din ținutul Philadelphia la procentajul conservator de 80% pro-Biden, i-ar oferi conducerea în cursa electorală din acest stat, cu un avantaj de 10 mii de voturi. Are conform CNN o șansă reală de a câștiga statul cu un avantaj de 60 mii de voturi.
Trump nu poate câștiga decât dacă câștigă atât în Pennsylvania cât și în Georgia; Biden poate câștiga chiar dacă pierde în ambele state. Biden are nevoie să câștige între 64% și 66% dintre circa 48000 voturi de numărat din Georgia pentru a câștiga în acest stat, ceea ce nu este nerealist, majoritatea celor 48 mii de voturi provenind din centre urbane sau suburbii, care sunt bastioane ale democraților și în care a înregistrat deja procentaje foarte bune în voturile deja numărate. Chiar și în ținuturile preponderent republicane, democrații sunt în general cei care au votat poștal; deci chiar din aceste ținuturi, chiar dacă nu obține un procentaj formidabil, Biden tot recuperează din avantajul pe care-l are Trump. La ora 0 EET, pe 6 noiembrie diferența din Georgia scăzuse la circa 9500 voturi avantaj pentru Trump; cu 24 ore anterior Trump conducea cu circa 600 mii de voturi.
Dacă numărătoarea voturilor s-ar opri pe 6 noiembrie 0 EET, Biden ar câștiga alegerile prezidențiale.
Fox News și Associated Press l-au declarat deja pe Biden câștigător în Arizona; CNN, mai prevăzător, nu a făcut-o încă, deoarece diferența este sub 70 mii de voturi, iar 15% dintre voturi nu au fost numărate încă.
Pe 5 noiembrie, la 18:30, ora Washingtonului, Trump a ținut o conferință de presă televizată de principalele televiziuni americane în care a acuzat din nou democrații de falsificarea alegerilor. La ora 2 EET, 6 noiembrie 2020, Fox News îi dădea  lui Trump un avantaj de doar 64 mii de voturi în Pennsylvania și de doar 3653 voturi în Georgia. A pierde alegerile în cel puțin unul din aceste două state înseamnă că Trump a pierdut realegerea. Fox News a exprimat scepticism față de susținerile lui Trump, deoarece riscă să piardă realegerea în state cu guvernatori republicani. Conform CNN, ora 6:30-6:40 EET, Chris Christie și Kellyanne Conway au exprimat scepticism și au cerut că Trump să ofere dovezi. Ryan Lizza a afirmat pentru CNN că Trump a atacat legitimitatea democrației americane, iar republicanii vor fi nevoiți să aleagă între Trump și post-trumpism. Prezentatorul CNN Don Lemon a afirmat că „Trump face pe victima și schelălăie”. Prezentatorul CNN Chris Cuomo a afirmat că Trump „incită la răzmeriță”.
La ora 4 EET Trump avea un avantaj sub 2500 voturi în Georgia conform jurnalului CNN. CNN afirma în acea oră că guvernatorul statului este republican și puternic pro-Trump, secretarul de stat este republican, autoritatea electorală este republicană și ar fi stupid să-și saboteze propriul candidat. La 4:30 EET avantajul lui Trump era de 1902 voturi. La 5:10 EET avantajul era doar 1797. La 5:30 EET scăzuse la 1775. La 6:10 EET avea 1805. La 7:45 EET avea 1709. Congresmanul ales Nikema Williams a declarat pentru CNN că numărătoarea din ținutul Clayton (considerat bastion al democraților) a încetat de-a lungul nopții; a mai declarat că Biden a câștigat 80% din voturile recent numărate în Georgia. La 8:45 EET avantajul lui Trump fusese redus la 1267 voturi. Directoarea comisiei electorale a ținutului Clayton, Shauna Dozier, a declarat pentru CNN a declarat că din circa 30 mii voturi de absenți acceptate, au mai rămas de numărat circa 3500. Biden câștigase circa 84% din voturile respective (cele deja numărate). Alt funcționar a declarat că cifra este de 80%. Dozier a declarat că după numărarea celor 3500 voturi nu vor mai rămâne în ținut de numărat decât voturile prin corespondență ale militarilor, care pot sosi până vineri 17:00 ora locală, așa că nu știa câte vor fi. La 9:40 EET din avantajul lui Trump mai rămăseseră 665 voturi. La 10:40 EET avea 463 voturi avantaj. La 11:00 EET CNN consideră că au mai rămas în jur de 10 mii de voturi de numărat, despre care se crede că sunt majoritar democrate (în general și chiar despre cele din ținuturi cu majoritate republicană) iar pe anumite ținuturi majoritar democrate că sunt puternic democrate. La 11:30 EET numărătoarea voturilor din ținutul Clayton îl plasează pe Biden fruntaș, cu un avantaj de 917 voturi (84-86 de procente din acest lot de voturi au fost pro-Biden). Statul este cel puțin temporar colorat în albastru, culoarea democraților. Conform CNN Biden are o șansă reală de a obține 306 electori, dacă va câștiga în statele în care e fruntaș plus Pennsylvania, stat în care spulberarea avantajului lui Trump este o chestiune de ore. La 13:10 EET Biden deținea un avantaj de 1096 voturi în Georgia.
Conform jurnalului CNN Georgia va mai avea de procesat voturile prin corespondență ale militarilor (circa 8900, nu toți dintre ei fac uz de acest drept) și clarificat situația voturilor provizorii (de ordinul miilor sau cel mult câteva zeci de mii, multe dintre ele pot să nu fie validate, de obicei aceste voturi sunt favoarbile democraților). Un candidat care a obținut mai puțin de jumătate de procent diferență față de câștigător poate cere renumărarea voturilor, în termen de două zile lucrătoare de la publicarea rezultatelor oficiale (pe 21 noiembrie 2020). 
La 4 EET Biden rămăsese cu un avantaj peste 46 mii de voturi în Arizona, conform jurnalului CNN. Conform jurnalului votul poștal din Arizona îi este favorabil lui Trump, spre deosebire de oricare alt stat, datorită puternicei tradiții de vot poștal a republicanilor din acest stat. La 7:45 EET Biden avea peste 47 mii avantaj.
Pe 7 noiembrie 2020, 8:40 EET (reflectă rezultatele de la 20:00 PST, vineri) Biden conducea în patru state, cu un avantaj:
1. Pennsylvania 28833
2. Georgia 4395
3. Nevada 22657
4. Arizona 29861

La 10:30 EET întrebarea prezentatorilor CNN era dacă Biden va ieși din intervalul care declanșează renumărarea din oficiu a voturilor, dar raportaseră deja că diferențele erau prea mari pentru a fi anulate de renumărarea voturilor.
La 10:45 EET avantajul lui Biden era, conform CNN:
1. Pennsylvania 28833
2. Georgia 7248
3. Nevada 22657
4. Arizona 29861

Jurnalul CNN 13:00 EET: în Pennsylvania majoritatea covârșitoare voturilor rămase de numărat sunt din ținuturi puternic democrate; în Georgia va urma neapărat renumărarea voturilor; în Arizona Trump are nevoie să câștige 60% din voturile rămase de numărat, ceea ce în voturile numărate recent nu s-a realizat; în Nevada voturile rămase de numărat provin din ținuturi democrate. În Pennsylvania au rămas sub 90 mii de voturi de numărat, dar numărarea multora dintre ele este un proces lent, deoarece ele nu pot fi numărate automat și trebuie evaluate manual (de comisii bipartizane). CNN a comentat că renumărările schimbă de obicei rezultatul cu zeci sau sute de voturi, niciodată cu mii de voturi.
Jurnalul CNN 14:00 EET: în ținutul Philadelphia au rămas în jur de 20 mii de voturi de numărat (85%-86% pro-Biden în voturile numărate recent), în ținutul Allegheny au rămas 21-22 mii de voturi de numărat (75%-77% pro-Biden în voturile numărate recent, pot conține duplicate, care vor fi anulate) și circa 17 mii de voturi provizorii (majoritar democrate, vor fi numărate doar dacă vor fi validate în mod individual). Aceste voturi vor spori avantajul lui Biden din Pennsylvania. Voturile provizorii sunt exprimate de indivizi care pe moment nu pot dovedi că au drept de vot în ținutul respectiv, votul fiecăruia fiind numărat doar dacă dovedește ulterior că are drept de vot. Din punct de vedere demografic, voturile provizorii sunt preponderent democrate. CNN estimează că avantajul lui Biden din acest stat va depăși 44 mii de voturi, avantajul cu care a câștigat Trump în acest stat în alegerile din 2016.
CNN a raportat că Trump este profund nemulțumit de echipa sa de avocați. CNN consideră că avocații lui pierd procesele din lipsă de dovezi. Dacă un stat nu certifică rezultatele electorale până la termenul limită prevăzut legal, atunci Congresul statului respectiv va desemna electorii.
CNN a raportat că Biden, fiind superstițios, nu va declara victoria în alegeri până când acest lucru nu devine cert.
Conform jurnalului Fox News de la ora 15 EET, Biden are nevoie de o victorie într-un singur stat din cele șase state contestate, exceptând Arizona (considerând că Biden a câștigat deja în Arizona și este exclus să câștige în Alaska). Fox News oferă aceleași cifre ca CNN la 10:45 EET, cu excepția avantajului lui Biden de 28877 de voturi în Pennsylvania (în loc de 28833).
Conform CNN la 15:30 EET rămăseseră de numărat peste 101 mii de voturi provizorii în Pennsylvania. Multe din aceste voturi vor fi anulate.
Ellen Weintraub, de la Comisia Electorală Federală a declarat pentru CNN că au fost extrem pe puține plângeri temeinice de nereguli electorale. Ea a declarat că dacă diferența de voturi este mai mare de câteva sute de voturi, avocații care ar vrea să pledeze pentru renumărarea voturilor știu că nu se mai poate face nimic.
La 16:00 EET jurnalul CNN declara că majoritatea covârșitoare (circa 75%) a voturilor rămase de numărat în Nevada (circa o sută de mii pe tot statul) provin din ținutul Clark, care este un bastion democrat. CNN estima că doar voturile din ținuturile Allegheny și Philadelphia vor spori avantajului lui Biden la peste 50 mii de voturi în Pennsylvania. În acest stat republicanii au câștigat un proces care permite observatorilor să stea la o distanță de minim 6 picioare, în loc de minim 10 picioare. CNN a raportat că un film postat în mod calomnios pe rețelele sociale a determinat un lucrător din alegerile din Georgia să se ascundă la prieteni pentru protecție, fiind acuzat în mod mincinos că ar fi aruncat la gunoi un vot. Conform CNN, Trump s-a plâns de neprimirea voturilor militarilor în statul Georgia, dar nu există voturi lipsă, deoarece circa o treime dintre ei nu fac uz de acest drept, iar din sondaje se pare că voturile miltarilor sunt preponderent democrate în 2020, asta chiar dinainte ca Trump să acuze militarii americani că sunt „fraieri” și „pierzători” (suckers și losers).
În jurnalul CNN de la ora 17:00 EET prezentatorul a explicat politica CNN: televiziunea nu va declara un câștigător al alegerilor dintr-un stat până când nu devine matematic imposibil ca celălalt candidat că câștige în acel stat. Parte din personalul lui Trump de la Casa Albă au declarat sub păstrarea anonimității că el nu deține dovezi de nereguli electorale și ei știu că el face afirmații complet nefondate în privința asta. CNN explică faptul că republicanilor care doresc să fie realeși în câțiva ani le este frică să-l contrazică public pe Trump, deoarece ar pierde susținerea votanților fideli lui. Ținutul Maricopa va raporta rezultate la 11 AM, ora locală a televiziunii. Conform CNN, ținuturile slab populate sunt covârșitor republicane; ele ocupă cea mai mare parte a hărții (teritoriului) SUA. CNN estimează că Biden poate deveni azi președintele ales.
La 18:00 EET CNN raportează că avantajul lui Biden in Arizona s-a redus la 20573 voturi, dar apreciază că Trump nu primește (ca procentaj) suficiente voturi pentru a compensa deficitul. Avantajul lui Biden din Pennsylvania a crescut la 30908 voturi, urmând ca ținutul Allegheny să raporteze curând. La 18:24 EET CNN l-a declarat pe Biden câștigător în Pennsylvania, deci președinte ales al SUA. Datele Associated Press confirmă că Biden a obținut 284 electori.
Fox News raportează la 18:30 EET că Biden are un avantaj de 34243 voturi în Pennsylvania. Această televiziune nu confirmă alegerea lui Biden, susținând că rezultatele nu sunt oficiale până nu sunt certificate, dând ca exemplu declararea prematură a lui Al Gore drept câștigător în Florida al alegerilor prezidențiale, în 2000. La 18:40 EET Fox News l-a declarat pe Biden câștigător al alegerilor prezidențiale. La 18:52 EET această televiziune considera că Biden a câștigat deja 290 electori, deoarece a câștigat în Pennsylvania și Nevada.
Spre deosebire de Fox News, CNN nu îl declarase câștigător în Arizona duminică 03:00 EET, considerând că a câștigat doar 279 electori.

## Câștigător
Associated Press, CNN, NBC, CBS, New York Times și Fox News l-au declarat pe Biden câștigător al alegerilor prezidențiale, al XLVI-lea președinte al SUA. Conform Fox News, Trump nu se declară înfrânt, urmând să conteste juridic victoria lui Biden. Invitații acestei televiziuni au afirmat ulterior că Trump are tot dreptul să inițieze proceduri juridice pe tema asta, dar ar fi indicat să renunțe la limbajul inflamator.
Conform datelor Associated Press Biden a câștigat deja 290 mari electori și are perspectiva de a câștiga 306 mari electori. Jurnalul CNN comentase anterior că Trump câștigase același număr de 306 mari electori în alegerile din 2016, număr pe care îl poate câștiga și Biden în 2020. În Carolina de Nord Trump conduce cu un avantaj de doar 1%, iar Biden poate ajunge la 321 mari electori deoarece el ar putea câștiga în Georgia și Carolina de Nord, dar politica Associated Press împiedică declararea câștigătorului din aceste state de către AP.
Conform NOS Journaal din 7 noiembrie 2020, 21:00 EET, Biden va ține discursul de câștigare a alegerilor la 20:00 EST (duminică 03:00 ora României) în Wilmington, statul Delaware.
Conform CNN Biden a fost candidatul cu cele mai multe voturi din istoria SUA; pe locul numărul doi se află Trump, în alegerile din 2020.
Foștii președinți Jimmy Carter, Bill Clinton, George W. Bush și Barack Obama l-au felicitat pe Biden pentru victorie. De asemenea, a fost felicitat de fostul guvernator al Floridei, Jeb Bush. Mulți șefi de stat sau de guvern din diverse țări ale lumii l-au felicitat, de asemenea. Cindy McCain, văduva senatorului John McCain, de asemenea.
Președintele României l-a felicitat pe Biden pentru victorie.
Trump juca golf în momentul în care televiziunile americane au declarat victoria lui Biden.
Pe 11 noiembrie 2020, 23:00 EET, Associated Press nu declarase câștigătorul din două state: Georgia și Carolina de Nord. CNN nu declarase câștigătorul pe aceste două state plus Arizona.
Pe 20 noiembrie 2020, 10:30 EET, CNN îl declarase pe Biden câștigător cu 306 electori.

### Contestare juridică
După alegeri campania lui Trump a demarat procese în mai multe state, incluzând Georgia, Michigan, Nevada și Pennsylvania. Niște avocați și alți observatori au remarcat că este improbabil ca aceste procese să aibă vreun efect asupra rezultatelor electorale. Profesorul universitar Justin Levitt de la Loyola Law School a afirmat că „nu există chiar nimic din ceea ce am constatat care ar avea potențial semnificativ de a afecta rezultatul final”. Unele firme de avocați au renunțat la a mai trimite avocați care să conteste juridic rezultatul alegerilor.
În Nevada — un stat în care Trump a pierdut la diferența de 2,4 procente — campania lui a depus o plângere cerând unui judecător fie să-l declare câștigător pe Trump, fie să anuleze rezultatele electorale din acest stat. În Pennsylvania — în care Biden a câștigat la diferență mai mare de 82000 voturi — avocatul lui Trump, Rudy Giuliani, s-a prezentat în fața curții, cerând judecătorului să inverseze rezultatele din acest stat. („În concluzie, cerem acestei curți să invalideze circa 6,8 milioane de voturi, lipsind de un cuvânt de spus fiecare votant din commonwealth”, a remarcat judecătorul.)
Michigan și Pennsylvania plănuiesc să certifice rezultatele electorale pe 23 noiembrie 2020, iar Nevada pe 24 noiembrie; senatorul republican de Pennsylvania Pat Toomey (Patrick Joseph Toomey Jr.) a declarat că Trump a epuizat toate căile juridice care i-ar putea permite realegerea și este cazul să recunoască victoria lui Biden; judecătorul Matthew Brann, care a dat verdictul final referitor la victoria lui Biden în Pennsylvania, este republican.
Pe 23 noiembrie Biden conducea cu la o diferență de:
- peste 155 mii de voturi în Michigan;
- peste 81 mii de voturi în Pennsylvania;
- peste 33 mii de voturi în Nevada.[117]

Altă sursă susține că anumite ținuturi din Pennsylvania nu vor termina numărătoarea decât pe 25 noiembrie.
Consiliul electoral al statului Michigan s-a întrunit pe 23 noiembrie la 20:00 EET pentru a certifica rezultatele electorale. Consiliul constă din doi republicani și doi democrați, decizia necesită o majoritate de trei voturi. Dar ei nu au dreptul să voteze arbitrar, fiind funcționari de stat sunt obligați să voteze după cum le dictează legea, iar a vota altfel decât prevăzut de lege este infracțiune, atât la nivel de stat cât și la nivel federal. Consiliul nu are atribuții de a investiga fraudarea alegerilor, aceasta fiind responsabilitatea secretarului de stat și având loc ulterior certificării (în acest stat certificarea nu poate fi contestată înainte de... certificare). Consiliul a certificat victoria lui Biden, atribuindu-i 16 electori.
Pe 23 noiembrie Curtea Supremă a Pennsylvaniei a respins încă un proces inițiat de campania lui Trump pentru a anula zece mii de voturi, care deși au încălcat din punct de vedere tehnic prevederile electorale, nu poate fi anulată în mod constituțional decizia acestor alegători. De pe 3 noiembrie până pe 23 noiembrie (24 noiembrie 2 AM, ora României) campania lui Trump a câștigat doar două procese, privind un număr foarte mic de voturi, iar comentatorii prevăd pierderea proceselor care n-au fost încă decise în mod definitiv. După pierderea procesului din 23 noiembrie de la Curtea Supremă a Pennsylvaniei, din cele două procese câștigate a mai rămas doar unul singur, unul dintre ele fiind pierdut definitiv; campania a pierdut sau și-a retras 30 plângeri electorale; avocații campaniei strigă „fraudarea masivă a alegerilor” în fața opiniei publice, dar niciodată în fața unui tribunal (în cadrul procesului). La fel ca membrii consiliilor electorale, judecătorii nu au libertatea de a decide în mod arbitrar, ci trebuie să decidă conform legilor și procedurilor civile în vigoare. Comentatorii CNN au ridiculizat echipa de avocați a campaniei lui Trump, susținând că acești avocați se țin de teorii conspirative, că Rudy Giuliani nu putea numi concepte de bază din legislația electorală atunci când i s-a cerut în cadrul procesului, iar Sidney Powell a fost eliminată din echipă pentru a servi de țap ispășitor pentru înfrângeri, toți avocații campaniei lui Trump fiind la fel de breji ca ea. Comentatorii CNN apreciază că indiferent ce avocați ar fi avut, campania lui Trump tot n-ar fi avut nicio șansă să răstoarne rezultatul alegerilor.  Oricum firmele serioase de avocatură s-au retras din apărarea campaniei lui Trump, considerând că nu are șanse de a câștiga procesele și că plângerile au fost frivole. NBC News a comentat că avocații lui Trump au făcut avocatură de proastă calitate, iar obiectivul lor a fost execrabil și anume anularea deciziei electoratului din SUA. Curtea Supremă a SUA consideră că în ce-o privește legislația electorală a fiecărui stat din SUA este o treabă internă a acelui stat, în care ea nu se amestecă, iar singurul care poate schimba ceva în privința asta este Congresul SUA.
GSA, agenția guvernamentală care asigură tranziția prezidențială, a demarat procedurile pentru campania lui Biden, asigurându-i accesul la fonduri federale și departamente guvernamentale în vederea pregătirilor pentru preluarea președinției (de exemplu, verificarea din punct de vedere al securității naționale a candidaților la posturile din viitorul guvern federal condus de Biden). GSA nu are atribuții de a declara câștigătorul alegerilor, dar îi poate ușura preluarea președinției prin a oferi proceduri pregătitoare.
Pe 24 noiembrie autoritățile din Pennsylvania l-au certificat pe Biden drept câștigător al alegerilor din acel stat, atribuindu-i 20 electori. După cum menționaseră anterior comentatorii, faptul că Trump pierde în Pennsylvania înseamnă că a pierdut realegerea. În aceeași zi Curtea Supremă a statului Nevada l-a declarat pe Biden câștigător în acest stat (6 electori), certificând rezultatul alegerilor; în Nevada nu s-au terminat unele procese care cer renumărarea voturilor din anumite ținuturi, dar comentatorii apreciază ca nu vor schimba rezultatul alegerilor din acest stat, indiferent de cine va câștiga procesele respective. În ultimii 50 ani, cea mai mare basculare de voturi prin renumărare a fost bascularea a 355 voturi în alegerile senatoriale din New Hampshire, 1974, rezultatul cursei electorale fiind decis în 1975 prin alegeri speciale; în 2000, diferența de voturi care i-a asigurat victoria lui George W. Bush contra lui Al Gore a fost sub două mii de voturi, dar Curtea Supremă a oprit renumărarea voturilor.
Pe 30 noiembrie Arizona a certificat rezultatul alegerilor din acest stat, declarându-l câștigător pe Biden, atribuindu-i 11 electori. De asemenea, Wisconsin a certificat rezultatele, declarându-l câștigător pe Biden la o diferență de 20565 voturi. Alaska a certificat rezultatele pe 1 decembrie; în acest stat a câștigat Trump.
Revista conservatoare National Review a analizat procesele deschise de campania lui Trump și l-a criticat pe acesta că nu știe să piardă, caracterizând acest lucru drept rușinos. Washington Post a comparat comentariile lui Trump cu nebunia regelui George al III-lea al Regatului Unit.
Joe diGenova, avocat al campaniei lui Trump, a afirmat că fostul șef al securității cibernetice a SUA, Chris Krebs, „trebuie scos din casă dimineața și împușcat”; Krebs afirmase anterior că alegerile din 2020 au fost cele mai sigure și cinstite alegeri din SUA, fiind concediat de Trump pentru această dezvăluire.
Rezultatele pe care fiecare stat le certifică până pe 8 decembrie nu mai pot fi contestate juridic după această dată. Electorii se vor întruni pe 14 decembrie în fiecare stat pentru a vota președintele și vicepreședintele SUA. Congresul SUA va număra aceste voturi pe 6 ianuarie 2021, certificând final rezultatele alegerilor prezidențiale. Pe 20 ianuarie Biden va depune jurământul de președinte al SUA.
Conform New York Times, rezultatele electorale au atins deja safe harbor, data după care contestarea juridică nu mai are niciun rost. Curtea Supremă a SUA a refuzat să judece rezultatele electorale din Pennsylvania pe 8 decembrie, fără niciun judecător dizident.
Procurorul general al statului Texas, Ken Paxton, a inițiat un proces la Curtea Supremă a SUA pentru a bloca electorii din  Georgia, Michigan, Pennsylvania și Wisconsin. Procurorul general al statuliui Michigan, Dana Nessel, a afirmat că procesul inițiat de Paxton este „un truc de publicitate, nu o pledoarie legală serioasă”. Actualmente Paxton se află sub investigația FBI-ului pentru suspiciuni de infracțiuni federale.
Pe 10 decembrie 50 state americane plus Districtul Columbia certificaseră rezultatele electorale.
Pe 11 decembrie Curtea Supremă a SUA a refuzat apelul inițiat de statul Texas asupra rezultatelor electorale din cele patru state. Judecătorii Samuel Alito și Clarence Thomas ar fi vrut să audieze apelul, fără a oferi însă vreo blocare temporară a rezultatelor din cele patru state înainte de verdictul final.
Biden va ține un discurs marți 15 decembrie 2020, 2:30 AM, ora României, cu ocazia votării electorilor din data de 14 decembrie.

### Concluzie
Cu toate contestările juridice devenite irelevante, electorii prezidențiali din fiecare stat și Districtul Columbia au votat pentru a valida rezultatele electorale pe 14 decembrie 2020. Un număr extraordinar de electori ar trebui să voteze contrar angajamentului lor pentru a afecta rezultatele votului din colegiul electoral. Nu se așteaptă alte tulburări până la numărarea oficială a voturilor de către Congresul SUA pe 6 ianuarie 2021, când câțiva republicani din Camera Reprezentaților doresc să le conteste. Orice acuzație poate fi dezbătută doar dacă este semnată și de un senator, fiind acceptabilă doar dacă este aprobată în ambele camere ale Congresului.
Conform CNN, Biden a obținut deja 302 voturi în colegiul electoral (4 electori din Hawaii nu votaseră încă la ora jurnalului CNN).
Mitch McConnell, liderul senatorilor republicani, a recunoscut victoria lui Biden.
Pe 6 ianuarie o insurecție incitată de Donald Trump a întrerupt ședințele Congresului SUA, perimetrul de securitate fiind străpuns pentru prima dată după atacul britanic din 1814. Senatorii și congresmenii au fost adăpostiți temporar într-o locație nedezvăluită. Cetățenilor din Washington D.C. li s-a interzis să se afle pe străzi între 18:00 și 6:00, ora locală. Întreaga Gardă Națională din Districtul Columbia a fost activată pentru a interveni. Diverși comentatori și organizații i-au cerut vicepreședintelui Pence să activeze Amendamentul 25 la Constituția SUA, pentru înlăturarea din funcție a unui președinte care nu mai este capabil să guverneze. Înainte de 1:00 EET protestatarii fuseseră alungați din perimetrul de securitate. O femeie care a fost împuscată pe 6 ianuarie în Capitol a decedat. Două dispozitive suspectate a fi bombe artizanale au fost dezamorsate de FBI.
O bombă a fost descoperită și dezamorsată la sediul Partidului Republican; sediul Partidului Democrat a fost evacuat.
Femeia omorâtă a fost identificată drept Ashli Babbitt, veterană a aviației militare, locuia în San Diego.
Fostul președinte George W. Bush a declarat „așa se dispută alegerile în republicile bananiere”. Bernie Sanders a declarat pentru CNN că Trump este mincinos patologic. Fostul președinte Obama a vorbit de „un moment de mare rușine și dezonoare pentru națiunea noastră”.
Congresul SUA își va relua ședințele în jur de 3:00 EET.
Cele două camere numără reunite voturile din fiecare stat, iar dacă există o obiecție valid exprimată, ele se separă pentru a discuta acea obiecție; obiecția este considerată hotărâtoare doar dacă este aprobată separat în ambele camere. La 7:15 EET cele două camere s-au separat pentru a discuta obiecția privind alegerile din Pennsylvania, considerată ultima obiecție valid exprimată, iar după ce fiecare cameră va vota în privința ei, restul numărătorii va decurge rapid. La 7:27 EET CNN anunța că insurecția s-a soldat cu 4 morți: o femeie moartă prin împușcare în gât și 3 alte persoane care au suferit probleme medicale care s-au dovedit mortale. La 7:32 EET Senatul vota obiecția respectivă. La 7:40 EET Senatul a respins obiecția. La 9:28 EET camera inferioară vota obiecția respectivă, votul oprindu-se la 9:43 EET. CNN se așteaptă ca numărătoarea voturilor să mai dureze 15-20 minute după reunirea camerelor. La 10:11 EET camera inferioară a respins obiecția, trecându-se la reunirea camerelor. La 10:23 EET camerele s-au reunit în ședință comună. La 10:33 EET Biden a ajuns la 271 electori numărați de camerele reunite, asigurându-și victoria în alegeri. La 10:41 EET Mike Pence a declarat că Biden a fost ales președinte cu 306 voturi, iar Harris vicepreședinte cu 306 voturi. Ședința a luat sfârșit la 10:44 EET.
Conform CNN, Trump a declarat că deși nu este de acord cu acest rezultat și că faptele ar fi de partea sa, va urma o tranziție pașnică a puterii.
Primarul Washingtonului a extins starea de urgență pentru următoarele 15 zile.
Un polițist agresat de mulțime a decedat. Furtul de dispozitive electronice din Capitol este considerat o amenințare la securitatea națională, deoarece ele conțin date secrete.

### Epilog
Biden a fost inaugurat cel de-al 46-lea președinte al SUA pe 20 ianuarie 2021. În vârstă de 78 ani, el este cel mai bătrân președinte la inaugurare. El este al doilea președinte catolic, după John F. Kennedy și primul președinte provenit din statul Delaware.